# Europamästerskapen i badminton 1972
Europamästerskapen i badminton 1972 anordnades den 14-16 april i Karlskrona, Sverige. 

## Medaljsummering
| Pl. | Nation        | Guld | Silver | Brons | Totalt |
| --- | ------------- | ---- | ------ | ----- | ------ |
| 1   | England       | 4    | 3      | 1     | 8      |
| 2   | Västtyskland  | 2    | 1      | 3     | 6      |
| 3   | Danmark       | 0    | 2      | 4     | 6      |
| 4   | Sverige       | 0    | 0      | 2     | 2      |
| 5   | Nederländerna | 0    | 0      | 1     | 1      |

## Resultat
| Event       | Guld                       | Silver                              | Brons                           |
| Herrsingel  | Wolfgang Bochow            | Klaus Kaagaard                      | Ray Stevens                     |
| Herrsingel  | Wolfgang Bochow            | Klaus Kaagaard                      | Flemming Delfs                  |
| Damsingel   | Margaret Beck              | Gillian Gilks                       | Eva Twedberg                    |
| Damsingel   | Margaret Beck              | Gillian Gilks                       | Joke van Beusekom               |
| Herrdubbel  | Willi Braun Roland Maywald | Derek Talbot Elliot Stuart          | Erland Kops Elo Hansen          |
| Herrdubbel  | Willi Braun Roland Maywald | Derek Talbot Elliot Stuart          | Wolfgang Bochow Gerhard Kucki   |
| Damdubbel   | Gillian Gilks Judy Hashman | Margaret Beck Julie Rickard         | Anne Flindt Pernille Kaagaard   |
| Damdubbel   | Gillian Gilks Judy Hashman | Margaret Beck Julie Rickard         | Annie Bøg Jørgensen Lene Køppen |
| Mixeddubbel | Derek Talbot Gillian Gilks | Wolfgang Bochow Marieluise Wackerow | Roland Maywald Brigitte Steden  |
| Mixeddubbel | Derek Talbot Gillian Gilks | Wolfgang Bochow Marieluise Wackerow | Gert Perneklo Eva Twedberg      |
| Lag         | England                    | Danmark                             | Västtyskland                    |